# Гедвіг-Вілледж (Техас)
Гедвіг-Вілледж (англ. Hedwig Village) — місто (англ. city) в США, в окрузі Гарріс штату Техас. Населення — 2370 осіб (2020).

## Географія
Гедвіг-Вілледж розташований за координатами 29°46′47″ пн. ш. 95°31′10″ зх. д. / 29.77972° пн. ш. 95.51944° зх. д. (29.779715, -95.519583).  За даними Бюро перепису населення США в 2010 році місто мало площу 2,36 км², уся площа — суходіл.

## Демографія
Згідно з переписом 2010 року, у місті мешкало 2557 осіб у 975 домогосподарствах у складі 704 родин. Густота населення становила 1082 особи/км².  Було 1042 помешкання (441/км²).
Расовий склад населення:
| - 75,9 % — білих - 15,5 % — азіатів - 1,3 % — чорних або афроамериканців - 0,2 % — корінних американців - 0,1 % — вихідців з тихоокеанських островів - 3,8 % — осіб інших рас |

До двох чи більше рас належало 3,2 %. Частка іспаномовних становила 11,0 % від усіх жителів.
За віковим діапазоном населення розподілялося таким чином: 28,7 % — особи молодші 18 років, 56,8 % — особи у віці 18—64 років, 14,5 % — особи у віці 65 років та старші. Медіана віку мешканця становила 41,2 року. На 100 осіб жіночої статі у місті припадало 95,5 чоловіків;  на 100 жінок у віці від 18 років та старших — 91,2 чоловіків також старших 18 років.
Середній дохід на одне домашнє господарство  становив 193 345 доларів США (медіана — 84 179), а середній дохід на одну сім'ю — 234 891 долар (медіана — 116 250). Медіана доходів становила 95 417 доларів для чоловіків та 56 071 долар для жінок. За межею бідності перебувало 8,9 % осіб, у тому числі 11,9 % дітей у віці до 18 років та 4,0 % осіб у віці 65 років та старших.
Цивільне працевлаштоване населення становило 1296 осіб. Основні галузі зайнятості: освіта, охорона здоров'я та соціальна допомога — 21,0 %, науковці, спеціалісти, менеджери — 18,1 %, мистецтво, розваги та відпочинок — 9,5 %, роздрібна торгівля — 7,3 %.